# Federico Ortíz Armengol
Federico Ortíz Armengol (* 12. Februar 1898 in Oaxaca de Juárez, Oaxaca; † 14. Juni 1975) war ein mexikanischer Arzt, Hochschullehrer und Politiker des Partido Revolucionario Institucional (PRI), der unter anderem zwischen 1958 und 1959 Präsident des Abgeordnetenhauses (Cámara de Diputados) war.

## Leben

### Studium, Arzt und Hochschullehrer
Federico Ortíz Armengol begann nach dem Schulbesuch in Oaxaca de Juárez ein Studium der Medizin am Institut für Wissenschaft und Künste des Bundesstaates Oaxaca, das er an der Medizinischen Fakultät (Escuela Nacional de Medicina) der Nationalen Autonomen Universität von Mexiko (UNAM) fortsetzte. Nach dessen Abschluss 1924 war er als Arzt tätig und spezialisierte sich als Facharzt für Chirurgie und Geburtshilfe. Er absolvierte ferner ein postgraduales Studium im Fach Public Health am Institut für Gesundheit und Hygiene in Mexiko-Stadt und schloss dieses mit einem Master of Public Health (MPH) ab. Er war in den folgenden Jahren unter anderem Direktor des Mexikanischen Instituts gegen den Rabiesvirus, Direktor eines Gesundheitsbezirks in Mexiko-Stadt sowie Leiter des Koordinierten Gesundheitsdienstes für die Bundesstaaten Durango und Chihuahua. Des Weiteren fungierte er als Leiter der Gesundheitsaufsicht, als Präsident der Internationalen Mexikanisch-US-amerikanischen Gesellschaft für öffentliche Gesundheit und zwischen 1935 und 1936 als Leitender Beamter im Ministerium für Arbeit und Wohlfahrt (Secretaría del Trabajo y Previsión Social).
Darüber hinaus war Ortíz Armengol Direktor der Krankenpflegeschule am Juárez-Institut in Victoria de Durango und Lehrer für Anatomie, Physiologie und Hygiene an verschiedenen Sekundarschulen in Mexiko-Stadt. Dort war er auch Professor für Biologie an der Fakultät für grundständige Studien der UNAM, Professor für Botanik und Zoologie an der Medizinischen Fakultät der UNAM sowie Professor für Krankheitsprävention und Hygiene an dieser Fakultät.

### Rektor der UABJO, Abgeordneter und Parlamentspräsident
Federico Ortíz Armengol wurde 1950 für den Partido Revolucionario Institucional (PRI) Mitglied der Legislativversammlung des Bundesstaates Oaxaca und gehörte dieser bis 1953 an. Er fungierte ferner als Direktor des Krankenhauses „Aurelio Valdivieso“ in Oaxaca und erhielt eine Professur für theoretische und klinische Pädiatrie, Dermatologie und Syphilographie an der Universidad Autónoma Benito Juárez de Oaxaca (UABJO) in Oaxaca de Juárez. Im Januar 1955 wurde er Rektor der UABJO und bekleidete dieses Amt nach seiner Wiederwahl im Januar 1957 bis Dezember 1959.
Am 1. September 1958 wurde Ortíz Armengol für den PRI Mitglied des Abgeordnetenhauses (Cámara de Diputados), des Unterhauses des Kongresses der Union (Congreso General de los Estados Unidos Mexicanos), und vertrat in diesem bis zum 30. August 1961 in der 42. Legislaturperiode den 3. Wahlbezirk des Bundesstaates Oaxaca. Im September 1958 löste er José López Bermúdez als Präsident des Abgeordnetenhauses ab und hatte dieses Amt als Parlamentspräsident bis September 1959 inne, woraufhin Leopoldo González Sáenz seine Nachfolge antrat. Er war nach seinem Ausscheiden aus dem Parlament Vertreter des Instituts für soziale Sicherheit und Dienste für Staatsbedienstete ISSSTE (Instituto de Seguridad y Servicios Sociales de los Trabajadores del Estado) im Bundesstaat Oaxaca.